# Jugastru, Mehedinți
Jugastru este un sat în comuna Butoiești din județul Mehedinți, Oltenia, România.